# Жосалы (Костанайская область)
Жосалы (каз. Жосалы, до 2024 г. — Лаврентьевка) — село в Аулиекольском районе Костанайской области Казахстана. Входит в состав Новонежинского сельского округа. Код КАТО — 393643280.

## Население
В 1999 году население села составляло 319 человек (164 мужчины и 155 женщин). По данным переписи 2009 года, в селе проживало 230 человек (105 мужчин и 125 женщин).